# NGC 1112
NGC 1112 — несуществующая или потерянная галактика в созвездии Овен.
Этот объект входит в число перечисленных в оригинальной редакции «Нового общего каталога».
Альберт Март «открыл» объект 2 декабря 1863 года в ту же ночь, что и NGC 1111, и, как и в случае с NGC 1111, на указанных им координатах ничего нет. Гарольд Корвин идентифицирует NGC 1112 с галактикой IC 1852. Однако эта идентификация очень сомнительна, а LEDA отождествляет IC 1852 с NGC 1109, а NGC 1112 вообще нет в этой базе данных. Есть множество предположений о том, что IC 1852 соответствует различным объектам NGC, в том числе NGC 1112, однако они не являются достоверными.